# Glaciação do Wisconsin
Glaciação do Wisconsin também conhecida como glaciação Devensian, Midlandian, Wurm, e Weichsel, foi a última da Era Glacial. As geleiras alcançaram a região ao sul onde hoje estão os estados norte-americanos da Califórnia e Nova Iorque, assim como áreas aonde estão a França, Alemanha, e Polónia. Grande parte da Europa ficou congelada, com aspecto de estepe-tundra, como acontece hoje na Sibéria.